# 小扬气镇
小扬气镇，是中华人民共和国黑龙江省大兴安岭地区松岭区下辖的一个乡镇级行政单位。

## 行政区划
小扬气镇下辖以下地区：
先锋社区和松鹤社区。